# Атлетика на Летњим олимпијским играма 1924.
Атлетска такмичења на Летњим олимпијским играма у Паризу 1924. године одржавала су се на Стадиону Коломб у Коломбу северно западном предграђу Париз у периоду од 6. до 13. јула 1924.
Такмичило се у 27 дисциплина само у мушкој конкуренцији. У односу на претходне игре у Антверпену 1920., број дисциплина се смањио за две: ходање на 3 км, и бацање терета од 56 фунти. Стадион је имао 6 стаза које су се састојале од два правца по 120 и две кривине по 130 метара, укупно 500 метара.

## Земље учеснице
Учествовало је 660 такмичара из 40 земаља. Свака земља је могла у да појединој дисциплини учествује са 4 такмичара + 2 резерве. Највише учесника има САД 96, Француска 70 и Уједињено Краљевство 65.
Међу учесницама није било Немачке јер није ни позвана, због политичких тензија у вези са исплатом ратне штете Француској. Од држава насталих после Првог светског рата први пут су учествовале Ирска, Летонија и Југославија. Све земље присутне на атлетским такмичењима у Антверпену у 1920. учествовале су и овде. Вратила се и Португалија која је претходне игре прескочила.
Први пут су у атлетским такмичењима учествовали: Аргентина, Бразил, Бугарска, Еквадор, Филипини, Хаити, Мексико и Пољска.
Од земаља учесница на Играма 1924. Куба, Литванија, Румунија и Уругвај нису имали представнике у атлетским такмичењима.
На такмичењу је оборено 6 светских и 9 олимпијских рекорда.
| - Аргентина (10) - Аустралија (9) - Аустрија (6) - Белгија (17) - Бразил (8) - Бугарска (4) - Канада (27) - Чиле (3) - Чехословачка (17) - Данска (9) - Еквадор (3) - Египат (1) - Естонија (11) - Финска (52) |  | - Француска (70) - Уједињено Краљевство (65) - Грчка (12) - Хаити (3) - Мађарска (16) - Британска Индија (7) - Ирска (11) - Краљевина Италија (36) - Јапан (8) - Летонија (10) - Луксембург (3) - Мексико (11) |  | - Монако (1) - Холандија (3) - Нови Зеланд (1) - Норвешка (10) - Филипини (1) - Пољска (14) - Португалија (3) - Јужноафричка Република (12) - Шпанија (13) - Шведска (33) - Швајцарска (17) - Турска (4) - Сједињене Америчке Државе (96) - Југославија (5) |

На атлетским такмичењима, најјачи конкуренти спортистима из САД били су атлетичари Уједињеног Краљевства. Тако је Харолд Абрахам био победник трке на 100 метара. Најбољи спринтер Уједињеног Краљевства шкотски пастор Ерик Лидел одустао је од трке на 100 метара, јер се одржала у недељу, али је зато касније победио у трци на 400 м оборивши светски рекорд резултатом 47,6. Финац Паво Нурми, познат као један од најбољих атлетичара у историји овог спорта, победио је у 5 дисциплина (1.500 метара, 5.000 метара, екипној трци на 3000 м и у кросу на 10.000 м, појединачно и екипно). На овим Олимпијским играма фински атлетичари су са својих 10 победа, били највеће изненађење. Најуспешнији су били представници САД, који су постигли 12 победа и освојили укупно 32 медаље..

## Освајачи медаља
| Дисциплина                 | | Резултат   | | Резултат   |                                                                                         | Резултат    |
| 100 м детаљи               | Харолд Абрахам · Уједињено Краљевство                                                                | 10,6 =ОР   | Џексон Шолц САД | 10,7       | Артур Порит · Нови Зеланд                                                               | 10,8        |
| 200 м детаљи               | Џексон Шолц САД                                                                                      | 21,6 ОР    | Чарли Падок САД | 21,7       | Ерик Лидел · Уједињено Краљевство                                                       | 21,9        |
| 400 м детаљи               | Ерик Лидел · Уједињено Краљевство                                                                    | 47,6 СР    | Хорејшио Фич САД | 48,4       | Гај Батлер · Уједињено Краљевство                                                       | 48,6        |
| 800 м детаљи               | Даглас Лоу · Уједињено Краљевство                                                                    | 1:52,4     | Паул Мартин · Швајцарска | 1:52,6     | Скајлер Енк САД                                                                         | 1:53,0      |
| 1.500 м детаљи             | Паво Нурми · Финска                                                                                  | 3:53,6 ОР  | Вили Шерер · Швајцарска | 3:55,0     | Хенри Столард · Уједињено Краљевство                                                    | 3:55,6      |
| 5.000 м детаљи             | Паво Нурми · Финска                                                                                  | 14:31,2 ОР | Виле Ритола · Финска | 14:31,4    | Едвин Виде · Шведска                                                                    | 15:01,8     |
| 10.000 м детаљи            | Виле Ритола · Финска                                                                                 | 30:23,2    | Едвин Виде · Шведска | 30:55,2    | Еро Берг · Финска                                                                       | 31:43,0     |
| Маратон детаљи             | Албин Стенрос · Финска                                                                               | 2:41:3     | Ромео Бертини Краљевина Италија | 2:47:20    | Кларенс Демар САД                                                                       | 2:48:14     |
| 110 м препоне детаљи       | Данијел Кинси САД                                                                                    | 15,0       | Сидни Аткинсон Јужноафричка Република                                                                                              | 15,0       | Стен Петерсон · Шведска                                                                 | 15,4        |
| 400 м препоне детаљи       | Морган Тејлор САД                                                                                    | 52,6 *     | Ерик Вилен · Финска | 53,8 ОР    | Ајван Рајли САД                                                                         | 54,2        |
| 3.000 са препрекама детаљи | Виле Ритола · Финска                                                                                 | 9:33,6 ОР  | Елијас Кац · Финска | 9:44,0     | Пол Бонтемпс САД                                                                        | 9:45,2      |
| 4 х 100 м штафета детаљи   | САД Лорен Марчисон Луис Кларк Френк Хаси, Алфред Лекони                                              | 41,0 СР    | Уједињено Краљевство · Харолд Абрахам · Волтер Рејнџли · William Nichol · Lancelot Royle                                           | 41,2       | Холандија · Jan de Vries · Jacob Boot · Henricus Broos · Marinus van den Berge          | 41,8        |
| 4 х 400 м штафета детаљи   | САД Комодор Кокран Алан Хелфрих Оливер Макдоналд Вилијам Стивенсон                                   | 3:16,0 СР  | Шведска · Артур Свенсон · Erik Byléhn · Gustaf Wejnarth · Нилс Енгдал                                                              | 3:17,0     | Уједињено Краљевство · Едвард Томс · Џорџ Ренвик · Ричард Рипли · Гај Батлер            | 3:17,4      |
| 3.000 м екипно детаљи      | Финска · 1° Паво Нурми · 2° Виле Ритола · 5° Елијас Кац · Еино Сепала · Фреј Ливендал · Самуел Талја | 1+2+5 = 8  | Уједињено Краљевство · 3° Бернард Макдоналд · 4° Harry Johnston · 7° George Webber · Артур Кларк · Волтер Портер · Wiliam Seagrove | 3+4+7 = 14 | САД 6° Едвард Керби 8° Вилијам Кокс 11° Вилард Тибетс Џејмс Коколи Џозеф Реј Лио Лариви | 6+8+11 = 25 |
| Крос појединачно детаљи    | Паво Нурми · Финска                                                                                  | 32:54,8    | Виле Ритола · Финска | 34:19,4    | Ерл Џонсон САД                                                                          | 35:21,0     |
| Крос екипно детаљи         | Финска · 1° Паво Нурми · 2° Виле Ритола · 8° Хеики Лиматаинен                                        | 1+2+8=11   | САД 3° Ерл Џонсон 5° Артур Студенрот 6° Огуст Фејгер                                                                               | 3+7+9=17   | Француска · 4° Анри Лово · 7° Гастон Е · 9° Морис Норлан                                | 4+7+9=17    |
| 10 км ходање детаљи        | Уго Фриђерио Краљевина Италија                                                                       | 47:49,0    | Гордон Гудвин · Уједињено Краљевство                                                                                               | 48:37,9    | Сесил Макмастер Јужноафричка Република                                                  | 49:08,0     |
| Скок удаљ детаљи           | Вилијам Дехарт Хабард САД                                                                            | 7,44       | Ед Гордин САД | 7,27       | Свер Хансен · Норвешка                                                                  | 7,26        |
| Троскок детаљи             | Ник Винтер · Аустралија                                                                              | 15,525 ОР  | Луис Брунето · Аргентина | 15,425     | Вило Тулос · Финска                                                                     | 15,37       |
| Скок увис детаљи           | Харолд Озборн САД                                                                                    | 1,98 ОР    | Лирој Браун САД | 1,95       | Пјер Ледан · Француска                                                                  | 1,92        |
| Скок мотком детаљи         | Ли Барнс САД                                                                                         | 3,95       | Глен Грејем САД | 3,95       | Џејмс Брукер САД                                                                        | 3,90        |
| Бацање кугле детаљи        | Кларенс Хаузер САД                                                                                   | 14,995     | Глен Хартранфт САД | 14,895     | Ралф Хил САД                                                                            | 14,640      |
| Бацање диска д етаљи       | Кларенс Хаузер САД                                                                                   | 46,155 ОР  | Вило Нитима · Финска | 44,95      | Томас Либ САД                                                                           | 44,83       |
| Бацање кладива детаљи      | Фред Тутел САД                                                                                       | 53,295     | Мет Макграт САД | 48,875     | Малком Ноукс · Уједињено Краљевство                                                     | 48,875      |
| Бацање копља детаљи        | Јони Мура · Финска                                                                                   | 62,96      | Гунар Линдстрем · Шведска | 60,92      | Eugene Oberst САД                                                                       | 58,35       |
| Петобој детаљи             | Еро Лехтонен · Финска                                                                                | 14         | Елемер Сомфај · Мађарска | 16         | Robert LeGendre САД                                                                     | 18          |
| Десетобој детаљи           | Харолд Озборн САД                                                                                    | 7711 СР    | Емерсон Нортон САД | 7351       | Александер Клумберг-Колмпере · Естонија                                                 | 7329        |

* Резултат Тејлора није признат као светски или олимпијски рекорд, јер је сломио препону

## Биланс медаља
| Ранг | Држава                    |    |    |    | Укупно |
| ---- | ------------------------- | -- | -- | -- | ------ |
| 1    | Сједињене Америчке Државе | 12 | 10 | 10 | 32     |
| 2    | Финска                    | 10 | 5  | 2  | 17     |
| 3    | Уједињено Краљевство      | 3  | 3  | 5  | 11     |
| 4    | Италија                   | 1  | 1  | 0  | 2      |
| 5    | Аустралија                | 1  | 0  | 0  | 1      |
| 6    | Шведска                   | 0  | 3  | 2  | 5      |
| 7    | Швајцарска                | 0  | 2  | 0  | 2      |
| 8    | Јужноафричка Република    | 0  | 1  | 1  | 2      |
| 9    | Аргентина                 | 0  | 1  | 0  | 1      |
| 9    | Мађарска                  | 0  | 1  | 0  | 1      |
| 11   | Француска                 | 0  | 0  | 3  | 3      |
| 12   | Естонија                  | 0  | 0  | 1  | 1      |
| 12   | Холандија                 | 0  | 0  | 1  | 1      |
| 12   | Нови Зеланд               | 0  | 0  | 1  | 1      |
| 12   | Норвешка                  | 0  | 0  | 1  | 1      |
|      | Укупно (15)               | 27 | 27 | 27 | 81     |

## Занимљивости
- Светски рекорди: 6 (10.000 м, штафета 4 х 100 м, штафета 4 х 400 м скок удаљ, троскок и десетобој.
- Олимпијски рекорди: 9 (100 м, 200 м, 400 м, 1.500 м, 5.000 м, 400 м препоне, 3.000 м препреке, скок увис и диск)
- Навише медаља: Финац Виле Ритола са 6 освојених медаља (4 златне и 2 сребрне).
- Звезда такмичења био је фински дугопругаш Паво Нурми који је освојио 5 златних медаља. Медаље у трци на 1.500 и 5.000 метара освојио је истог дана у размаку од само једног сата, што никоме дуругом никад није пошло за руком.
- Најмлађи такмичар: Француз Francis Galtier члан шафете 4 х 400 метара са 17 година и 63 дана.
- Најстарији такмичар: Чехословак Boris Honzátko гимнастичар 48 година и 196 дана.
- Ово је било последње такмичење на којем је стаза на стадиону била дужа од 400 метара.
- На основу дешавања на атлетским такмичењима на Олимпијским играма 1924. снимљен је филм Ватрене кочије, који је био номинован за седам Оскара, а освојио их је четири, између осталог и Оскара за најбољи филм. Филм прати догађаје два британска спринтера Харолда Абрахама и Ерика Лидела, на припремама и такмичењу на Играма 1924.